# Psáthi (Íos)
Psáthi, en grec moderne : Ψάθη, est un village sur l'île d'Íos, dans les Cyclades, en Grèce.
Selon le recensement de 2011, la population du village compte cinq habitants.